# 牧野忠知
牧野 忠知（まきの ただとも、享保10年（1725年） - 寛政12年12月23日（1801年2月6日））は、旗本寄合第5代三根山領主。第4代牧野忠列の嫡男で、母は第3代牧野忠貴の娘。通称は半右衛門。官位は従五位下、讃岐守、伊予守。室は大久保忠宜の娘、継室は越後長岡藩藩主の牧野忠寛の養女。子女に牧野忠義、娘（牧野忠精養女、井上正意室のちに池田清弥室）。姉に浅野長純室、弟に京極高常（京極高本養子）、津田正芳（津田正峻養子）、長谷川勝安（長谷川勝富養子）。
宝暦元年（1751年）定火消となり、布衣を許される。宝暦10年（1760年）百人組頭となる。明和2年（1765年）西の丸小姓組四番組番頭となり、従五位下、讃岐守に叙任される。2年後には西の丸書院番2番組番頭に転属し、安永5年（1776年）大番頭となる。天明元年（1781年）に職を辞し、天明5年（1785年）忠義に家督を譲った。致仕ののち少山と号した。
大名になることを切望していたといわれる。